# Les Baux-de-Breteuil
Les Baux-de-Breteuil és un municipi francès situat al departament de l'Eure i a la regió de Normandia. L'any 2007 tenia 625 habitants.

## Demografia

### Població
El 2007 la població de fet de Les Baux-de-Breteuil era de 625 persones. Hi havia 242 famílies, de les quals 65 eren unipersonals (23 homes vivint sols i 42 dones vivint soles), 79 parelles sense fills, 79 parelles amb fills i 19 famílies monoparentals amb fills.
La població ha evolucionat segons el següent gràfic:
Habitants censats

### Habitatges
El 2007 hi havia 395 habitatges, 252 eren l'habitatge principal de la família, 115 eren segones residències i 28 estaven desocupats. 391 eren cases i 1 era un apartament. Dels 252 habitatges principals, 216 estaven ocupats pels seus propietaris, 31 estaven llogats i ocupats pels llogaters i 6 estaven cedits a títol gratuït; 1 tenia una cambra, 12 en tenien dues, 31 en tenien tres, 60 en tenien quatre i 147 en tenien cinc o més. 175 habitatges disposaven pel capbaix d'una plaça de pàrquing. A 120 habitatges hi havia un automòbil i a 118 n'hi havia dos o més.

### Piràmide de població
La piràmide de població per edats i sexe el 2009 era:
| Homes | Edats   | Dones |
| ----- | ------- | ----- |
| 0     | 95 o +  | 4     |
| 0     | 90 a 94 | 0     |
| 4     | 85 a 89 | 12    |
| 0     | 80 a 84 | 8     |
| 4     | 75 a 79 | 4     |
| 12    | 70 a 74 | 20    |
| 24    | 65 a 69 | 4     |
| 20    | 60 a 64 | 16    |
| 24    | 55 a 59 | 20    |
| 20    | 50 a 54 | 24    |
| 28    | 45 a 49 | 20    |
| 20    | 40 a 44 | 20    |
| 20    | 35 a 39 | 16    |
| 24    | 30 a 34 | 20    |
| 12    | 25 a 29 | 8     |
| 4     | 20 a 24 | 4     |
| 28    | 15 a 19 | 16    |
| 12    | 10 a 14 | 24    |
| 8     | 5 a 9   | 12    |
| 4     | 0 a 4   | 28    |

## Economia
El 2007 la població en edat de treballar era de 390 persones, 279 eren actives i 111 eren inactives. De les 279 persones actives 247 estaven ocupades (131 homes i 116 dones) i 32 estaven aturades (16 homes i 16 dones). De les 111 persones inactives 46 estaven jubilades, 25 estaven estudiant i 40 estaven classificades com a «altres inactius».

### Ingressos
El 2009 a Les Baux-de-Breteuil hi havia 268 unitats fiscals que integraven 670,5 persones, la mediana anual d'ingressos fiscals per persona era de 16.806 €.

### Activitats econòmiques
Dels 29 establiments que hi havia el 2007, 1 era d'una empresa alimentària, 5 d'empreses de fabricació d'altres productes industrials, 9 d'empreses de construcció, 5 d'empreses de comerç i reparació d'automòbils, 2 d'empreses de transport, 1 d'una empresa financera, 1 d'una empresa de serveis, 2 d'entitats de l'administració pública i 3 d'empreses classificades com a «altres activitats de serveis».
Dels 8 establiments de servei als particulars que hi havia el 2009, 2 eren paletes, 1 guixaire pintor, 3 lampisteries, 1 electricista i 1 restaurant.
Dels 2 establiments comercials que hi havia el 2009, 1 era una botiga de menys de 120 m² i 1 una fleca.
L'any 2000 a Les Baux-de-Breteuil hi havia 31 explotacions agrícoles que ocupaven un total de 1.258 hectàrees.

## Equipaments sanitaris i escolars
El 2009 hi havia una escola elemental integrada dins d'un grup escolar amb les comunes properes formant una escola dispersa.

## Poblacions més properes
El següent diagrama mostra les poblacions més properes.